# 稻荷神

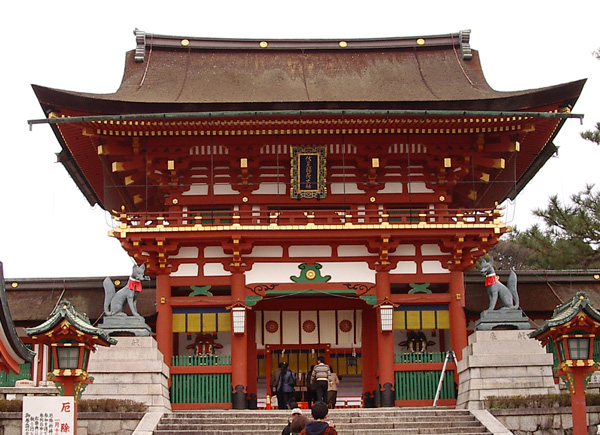
京都伏見稻荷大社的正門

稻荷神是日本神話中穀物、食物之神的總稱，包括倉稻魂命、豐宇氣毘賣神、保食神、大宜都比賣、若宇迦賣神、御饌津神等。神道之外，佛教的荼枳尼天，在日本也因神佛習合而被視為稻荷神。

## 概要
日本自中世紀開始將狐狸視為稻荷神的使者，全國的稻荷神社也都幾乎都以狐狸代替狛犬。稻荷神與狐狸的關係，是出自於倉稻魂命的別名「御饌津神」（みけつのかみ）。狐狸的古名為「けつ」，因此「みけつのかみ」便以諧音被解釋為「三狐狸神」了。这神原本是日本秦氏的氏神（山折哲雄 《稻荷信仰事典》），相傳秦氏為秦始皇族裔或前秦王室族裔，間接經由新羅入日本，為日本渡來姓之一。
中世紀以后，工商業逐漸發達，而主管豐產的稻荷神，也開始象徵財富，被工商業界敬奉。稻荷神社目前已是日本數量最多的神社，而日本全國稻荷神社的總本社是位於京都伏見區的伏見稻荷大社。並與佐賀縣祐德稻荷神社以及茨城縣笠間稻荷神社並稱日本三大稻荷。佛教的稻荷信仰則有豐川稻荷和最上稻荷。
稻荷神社的鳥居的颜色是统一的红色，如果某些企業效益很好，会向神社敬獻一座鳥居，因此稻荷神社的鳥居和其他神社不同，经常在门前排有一列鸟居，有大有小。最壯觀的是伏见稻荷大社，幾千座鸟居分成几排，從山脚一直排列到山頂。
稻荷神是輕小說和動畫中出現次數最多的神祇之一，祂的宮社亦常出現於場景之中，如《狐仙的戀愛入門》、《我家有個狐仙大人》、《此花绮谭》、《賢惠幼妻仙狐小姐》等，而《狼與辛香料》的女主角賢狼赫蘿也是以祂為原型。

## 图片

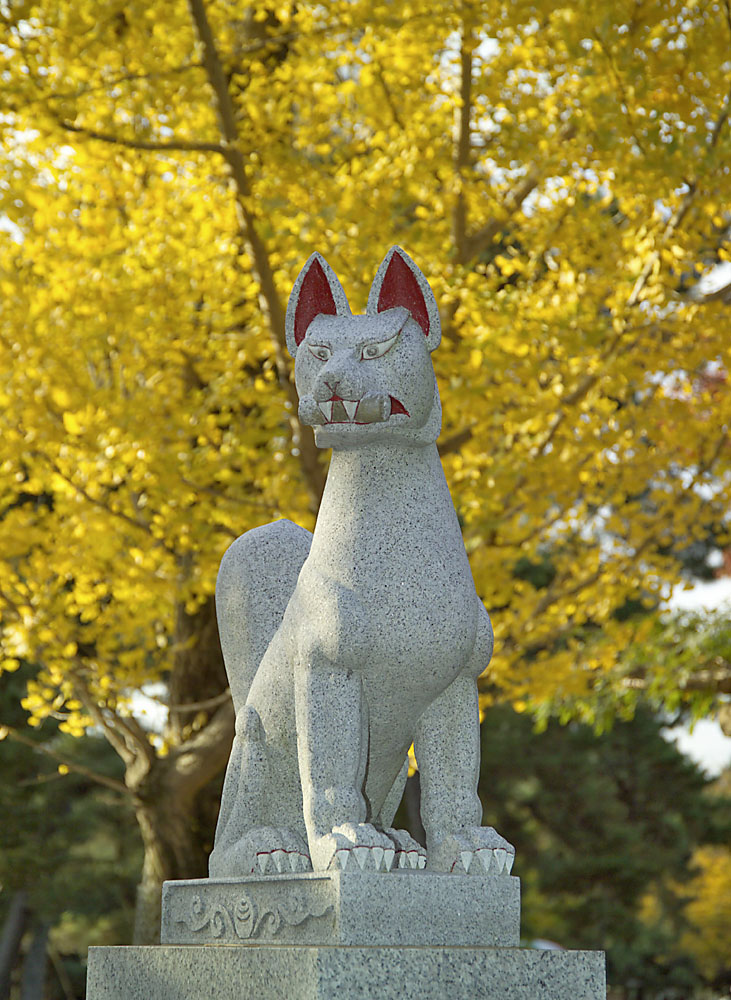
稻荷神的狐使雕像
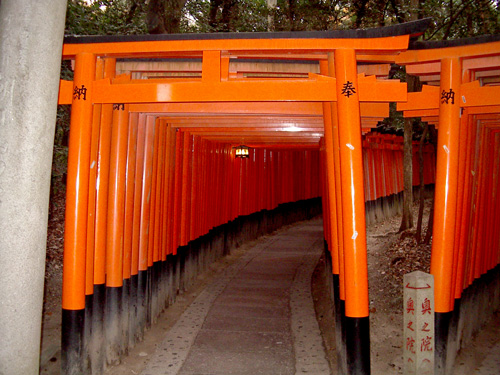
伏見稻荷大社的鳥居
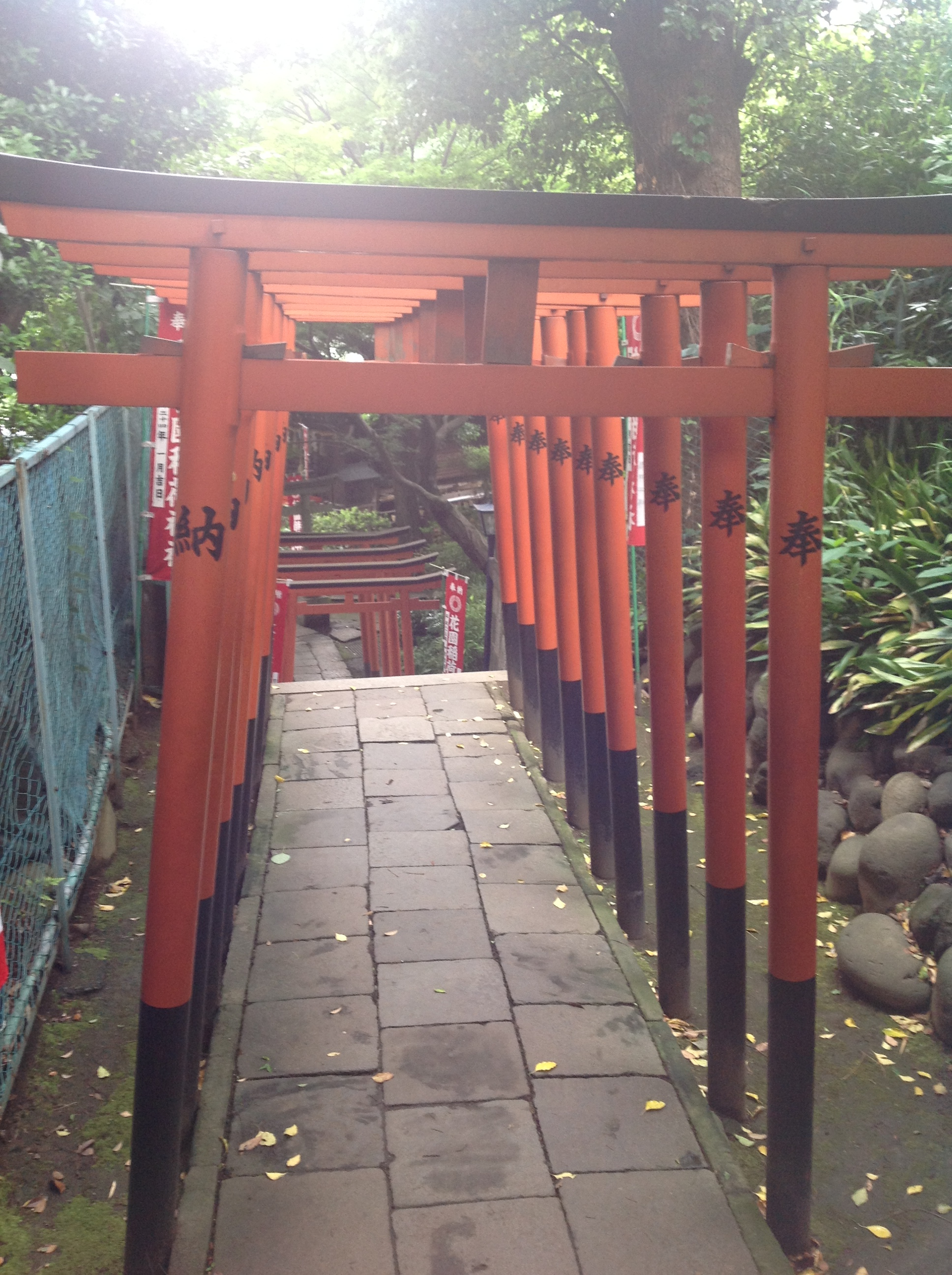
東京上野恩賜公園花園稻荷神社

## 外部連結
- （日語）伏見稲荷大社 （页面存档备份，存于）
- （日語）東京上野恩賜公園花園稻荷神社